# صورت‌گرایی حقوقی
فرمالیسم یا صورت‌گرایی حقوقی هم یک نظریه توصیفی و هم یک نظریه هنجاری است. این نظریه توضیح می‌دهد که قضات چگونه باید در مورد پرونده ها تصمیم بگیرند. در معنای توصیفی آن، صورت‌گرایان معتقدند که قضات با به کار بردن اصول غیر مناقشه برانگیز در حقایق به تصمیم خود می رسند. صورت‌گرایان بر این باورند که یک منطق اساسی در بسیاری از اصول حقوقی وجود دارد که ممکن است زمینه ساز موارد مختلف باشد. آنها ادعا می کنند که این اصول ساده هستند و هر کسی که تخصص حقوقی دارد به راحتی می‌تواند آنان را کشف کند. نقطه مقابل صورت‌گرایی حقوقی، واقع‌گرایی حقوقی که در آن گفته می‌شود «شاید فراگیرترین و پذیرفته‌شده‌ترین نظریه در مورد چگونگی دستیابی قضات به تصمیمات قانونی باشد».
این مفهوم توصیفی از «صورت‌گرایی حقوقی» را می‌توان به یک نظریه هنجاری تعمیم داد، که معتقد است قضات باید با اعمال اصول غیر مناقشه برانگیز در واقعیت‌ها تصمیم بگیرند.